# Герман Габіх
Герман Габіх (нім. Hermann Habich; 15 серпня 1895, Плеттіг — ?) — німецький льотчик-ас, лейтенант Імперської армії, майор люфтваффе.

## Біографія
Льотний сертифікат № 697 отримав 17 березня 1914 року. Почав службу наприкінці 1914 року у складі 47-го польового льотного дивізіону у званні унтерофіцера. Пізніше був переведений у 215-й льотний дивізіон, який воював у Росії. У серпні 1916 року отримав звання заступника офіцера і подав клопотання про переведення на винищувачі. 8 січня 1918 року був направлений у 49-ту винищувальну ескадрилью, де періодично обіймав посаду заступника командира. Всього за час бойових дій здобув 7 перемог.
Після закінчення війни Габіх залишився в авіації, був льотчиком та інструктором. Під час Другої світової війни служив у люфтваффе, якийсь час командував групою нічних бомбардувальників на Східному фронті.

## Нагороди
- Залізний хрест
  - 2-го класу
  - 1-го класу (18 березня 1916)
- Орден Військових заслуг Карла Фрідріха, золота медаль (5 лютого 1915)
- Почесний хрест ветерана війни з мечами
- Застібка до Залізного хреста 2-го і 1-го класу
- Нагрудний знак пілота
- Почесний Кубок Люфтваффе (17 січня 1944) — як командир ескадрильї.